# Битка при Касел (1677)
Битката при Касел (Cassel, 11 април 1677) е решително сражение от Холандската война, за което може уверено да се твърди, че подпечатва френската победа. Това е първият голям триумф на маршал Люксамбур, въпреки че формално начело на френската армия е Филип I Орлеански, братът на Луи XIV.

## Предистория
Французите имат надмощие през цялата Холандска война. Те атакуват Обединените провинции (Холандия) (1672), побеждават техния щатхаутер Вилем III при Сенефе (1674), а маршал дьо Тюрен геройски отблъсква имперските войски в Елзас (битката при Тюркхайм). Оттеглянето на Великия Конде и смъртта на Тюрен (1675) не променят този факт, тъй като други талантливи военачалници ги заместват. Въпреки това ситуацията от 1676 и началото на 1677 г. дава известни надежди на Вилем III, че е възможен обрат. Французите обаче се активизират още през февруари 1677 г. и на 4 март армиите на д'Юмиер и Люксамбур се съединяват пред Валансиен, където пристига и самият Луи ХІV. Целта на кампанията е да се превземат крепостите в западна Фландрия, включително Валансиен и Сен Омер. На 17 март първата капитулира, а след пет дни Луи лично започва обсада на Камбре. Когато щатхаутерът пристига наблизо с 30-хилядна холандска армия (и малък брой испанци), част от обсадните войски заемат позиция в равнината, за да предпазват действията на краля. За пръв и последен път начело на полева армия е поставен неговият брат, подкрепен от способните маршали Д'Юмиер и Люксамбур.

## Ход на сражението
Първоначално Филип има на разположение малко войници, но Луи и Лувоа бързо прехвърлят към армията му няколко контингента - главно конници от гарнизоните на близките крепости и още няколко хиляди пехота от обсадната армия. Все пак едва ли може да се има доверие, че така френските сили са достигнали 63 000. В това време достигат новини, че в Гент се събира още една съюзническа армия (испанци, холандци и австрийци) и по този повод кралят пише на брат си: „Очаквам от Вас да напуснете позицията си само за да заемете по-добра...“. Този намек принцът да се придържа към отбранителни действия не е разбран. Скоро става ясно, че Вилем ІІІ ще атакува французите с наличните си сили, тъй като се разполага срещу тях, от другата страна на малката рекичка Пеене. Съществува мнение, че той е разчитал французите да се оттеглят без бой начело с командир, когото смята за страхливец.
На 11 април сутринта холандците настъпват, но спират объркани след като откриват, че реката има и втори ръкав пред френските позиции. Д"Юмиер (на десния фланг) повежда конницата си срещу тях, но не постига нищо и се оттегля. Холандците се втурват отново напред, командвани от принц фон Насау. Тяхното настъпление също е отблъснато, тъй като пехотните им редици попадат под унищожителен артилерийски обстрел. Така дясното им крило се оттегля в селцето Касел и не участва повече в битката. Идва ред на Люксамбур около обед да включи своите пехотинци. Той може спокойно да ги хвърли срещу центъра на противника, който се оказва оголен. Завръзва се кървава схватка между обори и хамбари. В този решителен момент Филип Орлеански - известен с женствения си характер и маниери - проявява голяма смелост и без много да се замисля повежда центъра в сърцето на сражението. Виждайки, че не може да издържи на натиска, към 16.00 часа Вилем нарежда всеобщо отстъпление в посока на Ипр.

## Резултати
Победителите пленяват 2500 души, над 50 знамена, много оръдия. Жертвите от холандска страна са между 7 и 8 хиляди, което означава, че общо една трета от армията на републиката е унищожена. Френските загуби са 1558 убити и ранени (според други автори 1200 убити и около 2000 ранени).
Преките последици са, че фландрийските крепости падат само след няколко дни – Камбре на 17 април и Сен Омер – на 22 април. Луи, придружен от придворните си, остава на бойното поле до май, след което се връща във Франция. Взема със себе си и победоносния Филип, а за главнокомандващ оставя Люксамбур. Тъй като по това време преговорите за мир вече започват в холандския град Неймеген, битката има голямо значение за френската увереност в крайната победа.
Повечето историци, занимаващи се с този проблем, описват ревността, обзела краля заради успеха на женствения му брат - „малкия човек с панделки, руж и бижута“. Още Волтер твърди, че той така и не похвалил принца за победата му и че го назначил да ръководи крайбрежните войски, където да не може да се изявява. И после добавя: „Някои служители на Негово Височество, по-проницателни от други, му предрекли, че повече няма да ръководи истинска битка, и не сбъркали.“